# Варбург
Вижте пояснителната страница за други значения на Варбург.
Варбург (на немски: Warburg) е град в централна Германия, провинция Северен Рейн-Вестфалия.
Разположен е в подножието на планината Еге, във високите части на долината на река Димел. Селището се образува около построен през 11 век замък. Населението на Варбург е 23 128 души (по приблизителна оценка от декември 2017 г.).